# Tien Tran
Tien Tran (Chester, ...) è un'attrice statunitense, nota soprattutto per il ruolo di Ellen nella serie televisiva How I Met Your Father e di Jane Ji nel film horror Candyman.

## Biografia
Nata a Chester, in Pennsylvania, è cresciuta a Erie e Millcreek Township. I suoi genitori sono rifugiati vietnamiti immigrati negli Stati Uniti nel 1979. Si è laureata in biologia al Boston College, dove faceva parte di un gruppo di sketch comedy.
Nel 2017 ha fatto parte del cast della compagnia teatrale The Second City di Chicago. Tra il 2017 e 2020 è apparsa in ruoli da ospite in diverse serie televisive, tra cui Easy, Hot Date, Sherman's Showcase e Space Force. Nel 2021 è stata autrice della seconda stagione di Work in Progress e ha co-scritto e interpretato un episodio. È apparsa anche nel film horror Candyman, ambientato a Chicago, e in un episodio della serie comica South Side.
Nel 2021, è stata scelta per la sitcom How I Met Your Father, spin-off della serie How I Met Your Mother, in cui interpreta Ellen, trasferitasi a New York da una piccola città agricola dell'Iowa dopo aver divorziato dalla moglie.
Collabora regolarmente al podcast femminista Hysteria, ospitato da Crooked Media. Nel 2023 ha condotto insieme a Paige Nielsen il podcast In These Cleats sulla Campionato mondiale femminile di calcio 2023.

## Filmografia

### Cinema
- Ancient Methods, regia di Lexi Kirsch - cortometraggio (2020)
- Candyman, regia di Nia DaCosta (2021)
- The Launch, regia di KK Apple - cortometraggio (2023)

### Televisione
- Easy – serie TV, episodio 2x07 (2017)
- Hot Date – serie TV, 4 episodi (2017-2018)
- Sherman's Showcase – serie TV, episodio 1x03 (2019)
- Space Force – serie TV, episodio 1x01 (2020)
- Q-Force – serie TV, episodio 1x02 (2021) - voce
- Work in Progress – serie TV, episodio 2x06 (2021)
- South Side – serie TV, episodi 1x06-2x06 (2019-2021)
- Star Trek: Lower Decks – serie TV, episodio 3x06 (2022) - voce
- Chicago Party Aunt – serie TV, episodio 2x01 (2022) - voce
- How I Met Your Father – serie TV, 30 episodi (2022-2023)
- Mr. Throwback – serie TV, 6 episodi (2024)